# Смирнов Микола Олександрович (спортсмен)
Микола Олександрович Смирнов (27 лютого 1961, Львів, Українська РСР, СРСР) — український радянський ватерполіст, бронзовий призер Олімпійських ігор. Заслужений майстер спорту СРСР (1982).

## Кар'єра
У 1979 році почав грати у львівському клубі «Динамо», з яким став бронзовим призером чемпіонату СРСР. Вдалі виступи за клуб дозволили спортсмену потрапити у національну збірну. У 1982 році Смирнов став чемпіоном світу, а у 1983 та 1985 році чемпіоном Європи.
На Олімпійських іграх 1988 року у складі збірної СРСР виграв бронзову медаль. На турнірі Смирнов провів 7 матчів та забив 9 голів .
Із 1989 року Смирнов грав у чемпіонаті Італії за команди «Сереббі» та «Джоларо».
По завершенні спортивної кар'єри став президентом Федерації водного поло Львівщини.